# Zespół skalisto-klinowy
Zespół skalisto-klinowy lub (zespół Negri-Jacod) – zespół objawowy związany z uszkodzeniem nerwów czaszkowych:
- nerwu wzrokowego (II)
- nerwu okoruchowego (III)
- nerwu bloczkowego (IV)
- nerwu ocznego (V1)
- nerwu odwodzącego (VI)

Spowodowany jest najczęściej nowotworami złośliwymi lub innymi procesami destrukcyjnymi szerzącymi się po podstawie czaszki. Przykładem może być rak części nosowej gardła, który szerząc się ku górze nacieka podstawę czaszki w okolicy otworu poszarpanego.
Do objawów zespołu należą:
- jednostronna ślepota
- oftalmoplegia – unieruchomienie gałki ocznej
- neuralgia nerwu trójdzielnego w zakresie pierwszej gałęzi, niekiedy drugiej
- rozszerzenie źrenicy
- opadnięcie powieki